# Przewodniczący Rady Gubernatorów Systemu Rezerwy Federalnej

Przewodniczący Rady Gubernatorów Systemu Rezerwy Federalnej – główny zarządzający Systemu Rezerwy Federalnej.
Przewodniczący wybierany jest spośród członków Rady Gubernatorów przez prezydenta za radą i zgodą Senatu (od przyjęcia ustawy Federal Reserve Reform Act 1977, mimo że Senat zatwierdza każdorazowo członków Rady Gubernatorów, musi osobno zatwierdzić przewodniczącego na tym stanowisku). Jego kadencja wynosi 4 lata.
Od 2010 r. spośród Rady Gubernatorów w takiej samej procedurze prezydent wybiera dwóch wiceprzewodniczących Rady Gubernatorów, przy czym jeden z wiceprezesów zastępuje prezesa w czasie jego nieobecności na posiedzeniach Rady, natomiast drugi odpowiada za rozwój polityki nadzoru i działalności regulacyjnej banku centralnego i w tym zakresie ma obowiązek składania półrocznych raportów stosownym komisjom Kongresu.

## Lista chronologiczna
1. Charles Sumner Hamlin(inne języki) (10 sierpnia 1914 – 10 sierpnia 1916)
2. William P.G. Harding(inne języki) (10 sierpnia 1916 – 9 sierpnia 1922)
3. Daniel Richard Crissinger(inne języki) (1 maja 1923 – 15 września 1927)
4. Roy A. Young(inne języki) (4 października 1927 – 31 sierpnia 1930)
5. Eugene Meyer (16 września 1930 – 10 maja 1933)
6. Eugene R. Black(inne języki) (19 maja 1933 – 15 sierpnia 1934)
7. Marriner Stoddard Eccles(inne języki) (15 listopada 1934 – 3 lutego 1948)
8. Thomas B. McCabe(inne języki) (15 kwietnia 1948 – 2 kwietnia 1951)
9. William McChesney Martin (2 kwietnia 1951 – 1 lutego 1970)
10. Arthur Burns (1 lutego 1970 – 31 stycznia 1978)
11. G. William Miller(inne języki) (8 marca 1978 – 6 sierpnia 1979)
12. Paul Volcker (6 sierpnia 1979 – 11 sierpnia 1987)
13. Alan Greenspan (11 sierpnia 1987 – 31 stycznia 2006)
14. Ben Bernanke (1 lutego 2006 – 31 stycznia 2014)
15. Janet Yellen (3 lutego 2014 – 3 lutego 2018)[2]
16. Jerome Powell (5 lutego 2018)

### Uprawnienia[3]
Przewodniczący Rady Gubernatorów Systemu Rezerwy Federalnej kieruje jej obradami, ustala terminarz i harmonogram prac, a ponadto zwołuje posiedzenia i opracowuje ich porządek. Wypowiada się w imieniu banku, pełni funkcje reprezentacyjne w relacjach z różnymi podmiotami zewnętrznymi, na nim spoczywa obowiązek złożenia dwa razy w roku sprawozdania Kongresowi. Przewodniczący kieruje posiedzeniami FOMC.
Przewodniczący Rady Gubernatorów wykonuje także istotne zadania poza granicami USA oraz w relacjach z zagranicznymi instytucjami finansowymi i bankami centralnymi innych państw. Jest zastępcą gubernatora w Radzie Gubernatorów MFW, a także stałym członkiem Rady Dyrektorów Banku Rozrachunków Międzynarodowych w Bazylei.
Reprezentuje też amerykański bank centralny w OECD, APEC czy w trakcie spotkań grupy G-7.